# スタッド・ドゥ・ラベ・デシャン
スタッド・ドゥ・ラベ・デシャン（Stade de l'Abbé-Deschamps）は、フランス・オセールにあるサッカー専用スタジアム。1918年の創設以降AJオセールのホームスタジアムとして使用されている。

## 概要
スタジアムは1918年10月に開場したが、当時のスタジアムはスタンドの無い更地にピッチが敷かれただけの簡素な造りであり、スタンドは1930年に建設された。開場から1949年まではスタッド・ドゥ・ラ・ルート・デ・ヴォー（Stade de la Route de Vaux）という名称であったが、同年に死去したAJオセール創設者の一人である聖職者ラベ・デシャンに敬意を表して彼の名前が組み込まれた。
1996年5月18日、FCナントとのディビジョン・アンでは、クラブ史上最多となる22,500人の観客数を記録した。

## 開催された主なイベント

### 国際大会
- UEFA EURO 1996予選
  - 1995年9月6日 : フランス代表×アゼルバイジャン代表

- UEFA EURO 2008予選
  - 2007年7月6日 : フランス代表×ジョージア代表

## ギャラリー

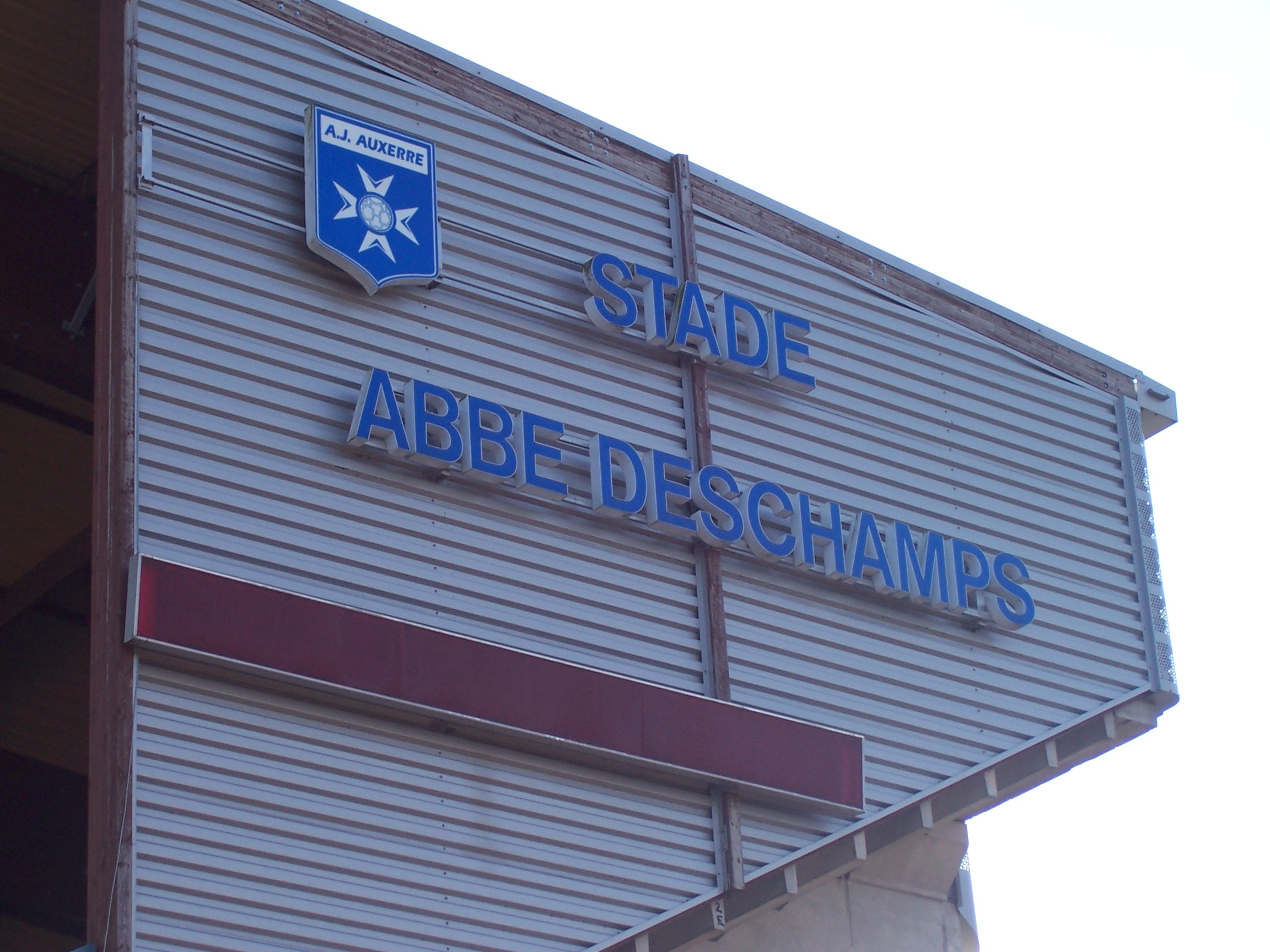
スタジアムのロゴ
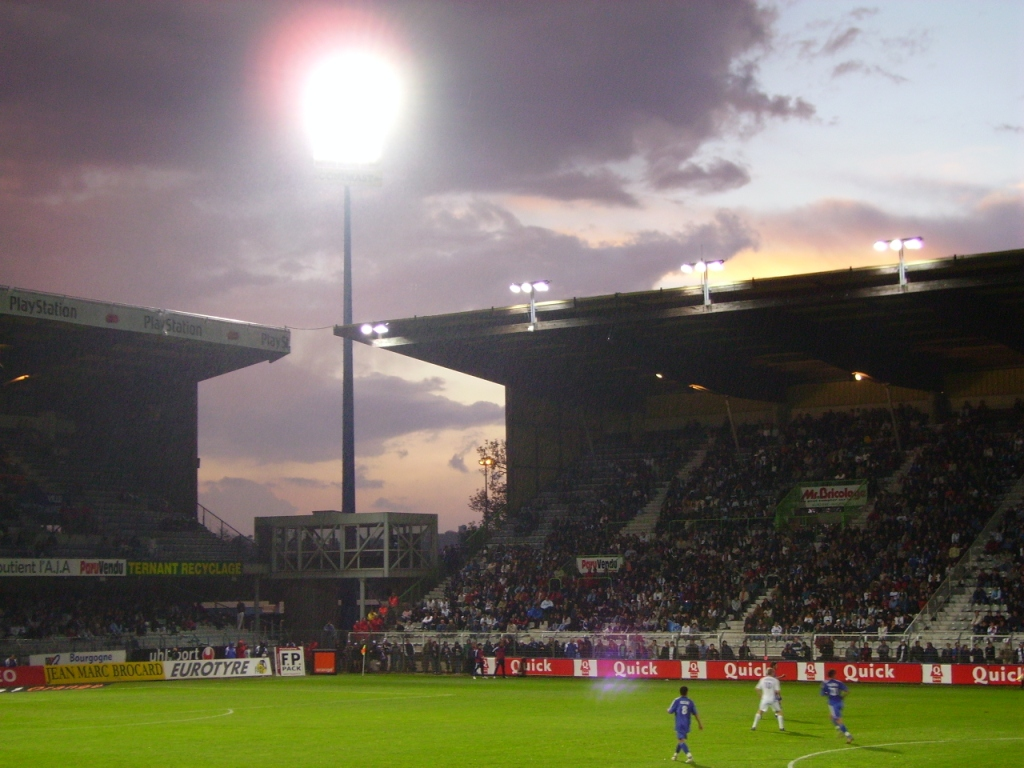
ピッチから見たスタンド
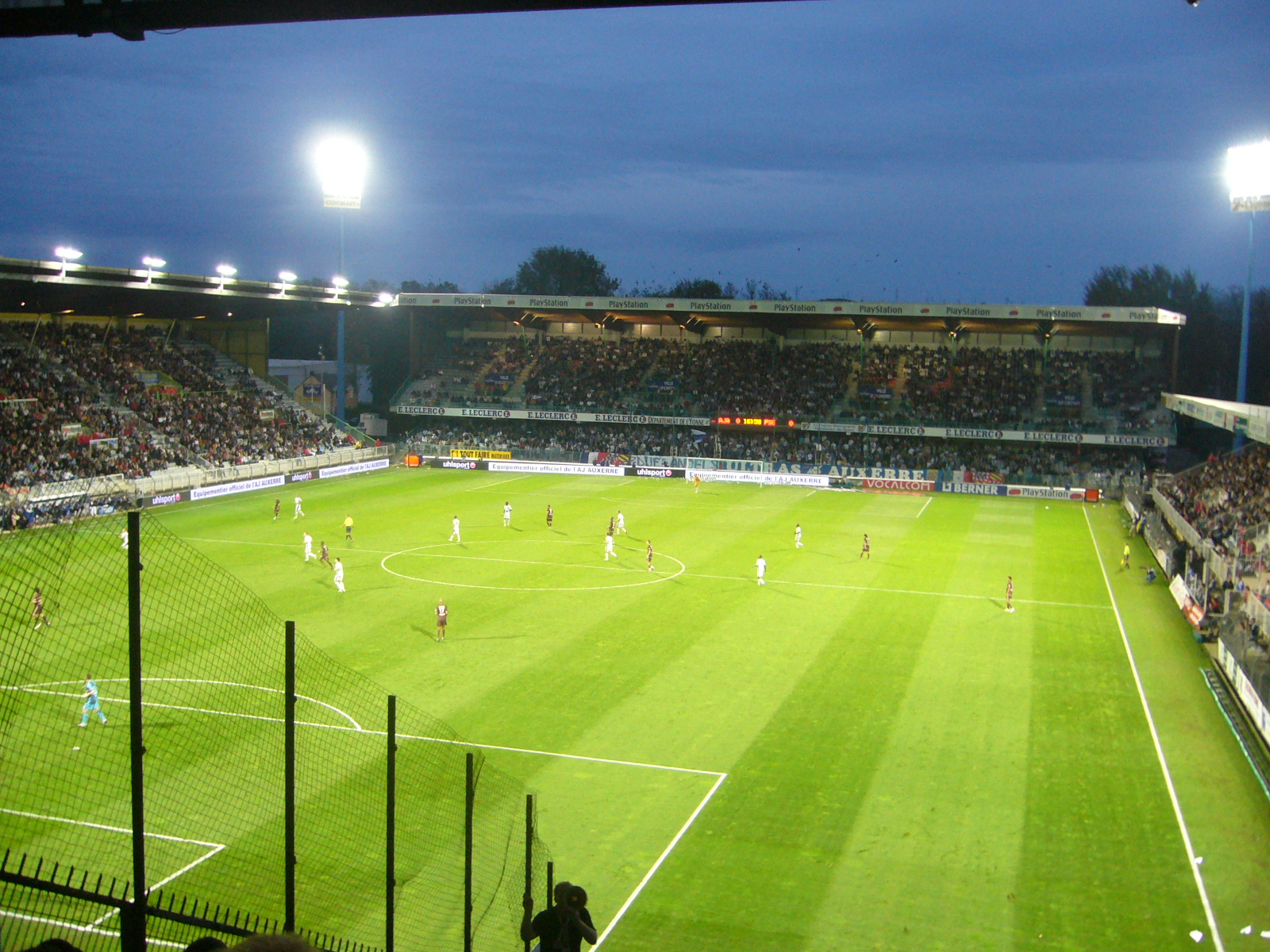
ピッチ全体像
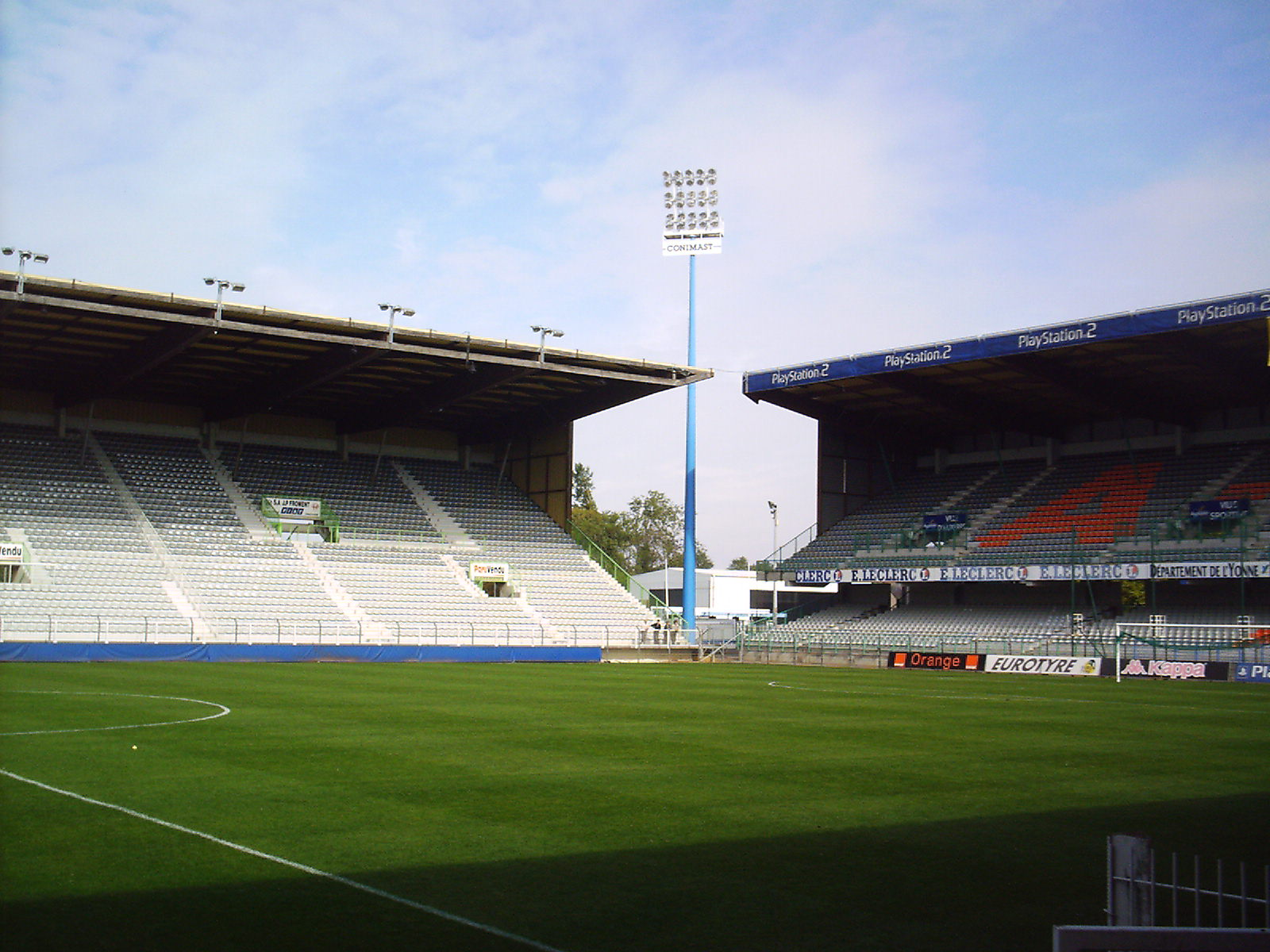
スタンド